# Louis Poznański
Louis Poznański (* 24. Mai 2001 in Bremen) ist ein deutsch-polnischer Fußballspieler. Er spielt vorwiegend als linker Verteidiger und steht aktuell beim griechischen Erstligisten PAS Ioannina unter Vertrag.

## Karriere

### In den Vereinsmannschaften
Poznański wechselte 2012 vom ATSV Sebaldsbrück in die Jugendabteilung von Werder Bremen. Mit den B-Junioren konnte er in der Spielzeit 2016/17 die Staffel Nord/Nordost gewinnen und sich für die Endrunde qualifizieren. Dort wurde im Halbfinale Borussia Dortmund bezwungen, im Finale war Werder Bremen dem FC Bayern München jedoch unterlegen. Nachdem Poznański auch in der Hinrunde der Spielzeit 2017/18 bei Werder Bremen aktiv gewesen war, wechselte er im Januar 2018 zum FC Bayern München. Mit diesem gewann er die Staffel Süd/Südwest und erreichte nach einem Halbfinalerfolg über RB Leipzig das Finale, in dem Borussia Dortmund jedoch die Oberhand behielt. In der Spielzeit 2018/19 lief Poznański für die A-Junioren des FC Bayern München auf, ebenso im ersten Saisonspiel der Spielzeit 2019/20.
Poznański wechselte im September 2019 jedoch zurück zu Werder Bremen, wo er in die zweite Herrenmannschaft integriert wurde. Mit dieser absolvierte er die Spielzeit 2019/20 der Regionalliga Nord, die im Frühjahr 2020 abgebrochen wurde. Die Spielzeit 2020/21 wurde im Herbst 2020 ebenfalls abgebrochen. Die Hinrunde der Spielzeit 2021/22 konnte Poznański mit Werder Bremen wieder am normalen Spielbetrieb teilnehmen.
Im Januar 2022 wechselte Poznański zum griechischen Erstligisten PAS Ioannina und debütierte am 2. Februar 2022 in der Partie gegen Asteras Tripolis. Mit PAS Ioannina konnte er sich in der Rückrunde der Spielzeit 2021/22 für die Play-offs qualifizieren, in denen PAS Ioannina den sechsten Platz belegte. Im Februar 2023 wechselte Poznański nach insgesamt neun Ligaeinsätzen für Ioannina zu Lechia Gdańsk in die polnische Ekstraklasa.

### In der Nationalmannschaft
Poznański lief im November 2015 zunächst für die Polnische U15-Auswahl in einem Freundschaftsspiel gegen Irlands U15 auf. Im Mai 2016 wechselte er den Verband und debütierte für die U15 Deutschlands. In der Folge war Poznański auch für die deutschen U16-, U17- und U18-Auswahlen aktiv und nahm an der U17-EM 2018 teil.

## Erfolge
- Staffelsieger B-Junioren-Bundesliga und deutscher Vizemeister:
  - 2016/17 (Nord/Nordost)
  - 2017/18 (Süd/Südwest)

## Sonstiges
Poznańskis Berater ist der Deutsch-Grieche Konstantinos Farras, zu dessen Klienten auch der ehemalige Bremer Sokratis zählt.